# Limburgse Zoo
De Limburgse Zoo, ook gekend als de Zoo van Zwartberg of Dierentuin van Zwartberg, was een dierentuin in de Belgische parochie en wijk Zwartberg in de gemeente Genk. De dierentuin was in privébezit van de familie Wauters en kreeg geen enkele vorm van subsidie of sponsoring. De dierentuin was gekend omwille van het enorme aantal dieren. Dit aantal was enerzijds te verklaren door het interne kweekprogramma, maar ook omdat de zoo gedumpte, al dan niet mishandelde, dieren opving. Deze laatste dieren waren voornamelijk afkomstig van failliete dierentuinen en circussen of kwamen in bezit door schenking. Het enorme aantal dieren, de erbarmelijke staat van de kooien, acties van dierenrechtenorganisaties en de slechte financiering zorgden ervoor dat Zwartberg meer en meer onder vuur kwam te liggen. In 1997 besloot de familie om de zoo voorgoed te sluiten. De dieren werden opgevangen door andere dierentuinen.

## Geschiedenis
Marcel Wauters, directeur van de Leen- en Kredietkas, opperde het idee om een dierentuin te bouwen. Eind jaren 1960 kocht hij 6 hectare grond, inclusief de voormalige directeurswoning, die vroeger toebehoorde aan de steenkoolmijn van Zwartberg. Op 17 mei 1970, een Pinkstermaandag, ging het park open met meer dan 200 dieren.
Omwille van de vele dieren en het interne kweekprogramma werd het park in 1973 uitgebreid. Oorspronkelijke bedoeling was om tot 32 hectare aan te kopen, maar het bleef bij 10 hectare waardoor het park sindsdien 16 hectare groot was en reeds meer dan 1000 dieren telde. Enkele jaren later kwamen daar nog 4 hectare bij.
In oktober 1976 deed zich het eerste grote ongeluk voor waarbij een medewerker werd verscheurd door beren. In maart 1980 stierven 15 roofdieren ten gevolge van verstikking door een defecte stookoliekachel. Vele andere dieren raakten toen bedwelmd, maar konden gered worden.
In 1985 vierde het park zijn 15-jarig bestaan. Aangezien het park al die tijd verlieslatend was, en ondertussen meer dan 3000 dieren had, buitte de familie Wauters dit uit in de media in de hoop om meer bezoekers te krijgen, met succes want er kwamen dat jaar meer dan 50 000 extra bezoekers. Datzelfde jaar nam de Rijkswacht heel wat vogels in beslag omdat de zoo niet over de nodige vergunning beschikte.
In 1986 ontstond een rel tussen de familie Wauters en het Ministerie van Landbouw. De zoo had recht om de vleeseters te voederen met vlees dat afgekeurd was voor menselijke consumptie. Echter mocht het vlees slechts geleverd worden door twee slachthuizen. Deze slachthuizen waren niet in staat om voldoende vlees te leveren. Vandaar dat de familie Wouters een voorraad had van 20 ton vlees dewelke ze bewaarden in een eigen koelcel. De familie Wouters had geen vergunning om vlees op te slaan. Zelfs al hadden ze de vergunning, dan mocht de bewuste koelcel evenmin gebruikt worden omdat deze enkel gecertifieerd was om "vlees voor menselijke consumptie" te bewaren. Uit protest doodde de familie Wauters enkele zeboes (bultrunderen) als voeder voor de dieren. Uiteindelijk kwam er hulp vanuit Nederland en besloot de (Belgische) minister van landbouw dat het vlees door meerdere slachthuizen mocht worden geleverd.
De in januari 1987 geboren kodiakbeer Ursus speelde in 1988 mee in de film l'ours van Jean-Jacques Annaud. In die tijd bevatte de zoo de grootste berenpopulatie in Europa. Ursus verhuisde in 1994 naar het Dierenpark Emmen, waarhij in 2011 overleed.
In 1989 ontsnapten heel wat moefflons toen een automobilist van de openbare weg gleed en door de hekken van de dierentuin reed.
De Europese Commissie stelde in 1992 enkele nieuwe regels voor waar dierentuinen aan moesten voldoen. Zo moest de huisvesting van een diersoort aan bepaalde voorwaarden voldoen. Het park was nog steeds verlieslatend en de familie was van mening dat de dieren al geld genoeg kostten waardoor het onmogelijk was om te investeren in de voorgestelde regels.
In 1991 werd een gedeelte van het park onteigend om een nieuwe KMO-zone aan te leggen. Hierdoor werd de voedselopslagplaats gescheiden van de rest van het park. Een rechtstreeks gevolg was dat er sindsdien autotaks moest betaald worden voor alle voertuigen die instonden voor de voedselbedeling omdat zij sindsdien enkele honderden meters over een openbare weg moesten rijden.
Ophef kwam er in 1994 toen de Britse zender BBC een vernietigende reportage uitzond over de Limburgse Zoo in het programma 'State of the Ark'. Dit programma werd wereldwijd bekeken en diverse nieuwszenders toonden korte fragmenten uit de reportage, waaronder ook de Belgische zender vtm. Dit zorgde voor een drastische achteruitgang van de bezoekersaantallen en er kwam protest vanuit verschillende dierenrechtenorganisaties waaronder GAIA. Er kwam een inspectie van de Belgische Diereninspectie, maar zij waren van mening dat de beschuldigingen overdreven waren. De diereninspectie was van mening dat het park geen zoo was, maar eerder een opvangplaats voor oude dieren die nergens anders terechtkunnen.
In mei 1992 gebeurde er een tragisch incident: apen verbrijzelden de arm van een jonge bezoeker. Enkele weken later verloor een meisje in het apenhuis enkele vingers. Twee gelijkaardige incidenten gebeurden in 1995. Marcel Wauters verscheen voor de rechtbank en kreeg 1 jaar voorwaardelijk voor het onopzettelijk toebrengen van verwondingen en voor een gebrek aan voorzorgen tezamen met een geldboete.
In 1995 kwam de doodsteek toen de Bestendige Deputatie van de provincie Limburg de exploitatievergunning wou schorsen. Op dat ogenblik was het park in onderhandeling met Nederlandse investeerders om een gedeelte van de zoo om te bouwen als safari-zone. Door de schorsing gingen de safariplannen niet door. Uiteindelijk ging de familie Wauters in beroep en won de zaak omdat ze volgens hun vergunning de zoo tot minstens 2000 mochten openhouden. Omdat de Europese richtlijnen nog niet in voege waren, stelde toenmalig minister Kelchtermans zelf enkele wetten in waaraan dierenparken moesten voldoen. De Limburgse Zoo kon, net zo als de meeste andere Belgische dierentuinen, deze regels nooit in praktijk brengen omwille van te dure investeringen. Daarbij kwam dat de minister opnieuw een procedure instelde om het park in Zwartberg te laten sluiten op 15 november 1996.
Toch opende de familie Wauters het park in 1997 onder fel protest van GAIA. Op 16 april besloot de directie om het park definitief te sluiten. Een groot deel van de roofdieren werd gekocht door Veeweyde nabij het Belgische Coutisse.
De terreinen werden in 1999 opgekocht door de stad Genk. De afbraakwerken van de oude zoo startten in januari 2002.